# 渕上史貴
渕上 史貴（ふちがみ ふみたか、1973年8月2日 - ）は、佐賀県を拠点に活動する日本の歌手、ラジオパーソナリティ。血液型はB型。

## 略歴
- 佐賀県小城市出身。佐賀県立小城高等学校を卒業後ミュージシャンを志し上京。専門学校で学びつつオーディション・コンテストなどに参加する。
- 1996年4月10日、東芝EMIからPlayStation用ゲームソフト『バイオハザード』のテーマソング「夢で終らせない…/氷のまなざし」でデビュー。オリコンチャート初登場60位を記録。
- その後、世界各国のコンテストに出場したり、オーストラリアに拠点を移しミニアルバムを発表したりなどの活動を行った。
- 現在では地元佐賀に戻り、音楽活動に加えエフエム佐賀やNBCラジオ佐賀等のパーソナリティとしても活動している。

## 音楽

### シングル
| #       | 発売日         | 曲順    | タイトル                          | 作詞     | 作曲     | 編曲     | 規格品番  |
| 東芝EMI | 東芝EMI        | 東芝EMI | 東芝EMI                           | 東芝EMI  | 東芝EMI  | 東芝EMI  | 東芝EMI   |
| ------- | -------------- | ------- | --------------------------------- | -------- | -------- | -------- | --------- |
| 1       | 1996年 4月10日 | 01      | 夢で終らせない…                   | 渕上史貴 | 安川宙志 | 廣樹輝一 | TODT-3706 |
| 1       | 1996年 4月10日 | 02      | 氷のまなざし                      | 渕上史貴 | 安川宙志 | 廣樹輝一 | TODT-3706 |
| 2       | 1998年 1月21日 | 01      | ケ・セラ・セラ                    | 渕上史貴 | 安川宙志 | 安川宙志 | TODT-5098 |
| 2       | 1998年 1月21日 | 02      | ピアス                            | 渕上史貴 | 安川宙志 | 安川宙志 | TODT-5098 |
| 3       | 1998年 6月24日 | 01      | ヘイヘイヘイヘイ ヘイヘイヘイヘイ | 安川宙志 | 安川宙志 | Gordine  | TODT-5163 |
| 3       | 1998年 6月24日 | 02      | 国をつくろう…LuLa                 | 安川宙志 | 安川宙志 | 楠木孝宏 | TODT-5163 |
| 4       | 1998年 9月9日  | 01      | Treasure in Heart                 | 安川宙志 | 安川宙志 | Takahy   | TODT-5202 |
| 4       | 1998年 9月9日  | 02      | 君待宵…                           | 安川宙志 | 安川宙志 | 加藤実   | TODT-5202 |

### タイアップ曲
| 年     | 楽曲                              | タイアップ                                                 |
| ------ | --------------------------------- | ---------------------------------------------------------- |
| 1996年 | 氷のまなざし                      | PlayStation用ゲームソフト「バイオハザード」OPテーマ        |
| 1996年 | 夢で終らせない…                   | プレイステーション用ゲームソフト「バイオハザード」EDテーマ |
| 1998年 | ケ・セラ・セラ                    | プレイステーション用ゲームソフト「オレっ!トンバ」EDテーマ  |
| 1998年 | ヘイヘイヘイヘイ ヘイヘイヘイヘイ | NHK教育テレビジョンテレビアニメ「パグパグ」OPテーマ        |
| 1998年 | Treasure in Heart                 | テレビ東京系バラエティ番組「開運!なんでも鑑定団」EDテーマ  |

## レギュラー番組
エフエム佐賀
- はっぴーライフマガジン（金曜15:00-15:55）

NBCラジオ佐賀
- ふっちーのLaSiSa×2（土曜15:00-16:00）

FMさせぼ
- Sasebo Graffiti（月-金14:00-16:00）

FMからつ
- BOOM BOOM RADIO（金11:00-12:00）

## 過去の出演番組
- 対決!マイベスト10（テレビ東京系列）
- VOICE（NBCラジオ佐賀）
- はっぴぃ羅針盤（FMさせぼ）
- 青春のポップスMens（FMさせぼ）